# جائحة فيروس كورونا في منطقة إيلوكس 2020
جائحة فيروس كورونا في إيلوكس أكد إنتشار وباء كوفيد-19 في منطقة إيلوكس، الفلبين في 20 آذار 2020، وكانت الحالات الأولى في بانغاسينان وكابا، لا يونيون.

## خلفية
في 12 يناير 2020، أكدت منظمة الصحة العالمية عن ظهور فيروس كورونا المستجد كسبب للمرض التنفسي الذي أصاب مجموعة من الأشخاص في مدينة ووهان، مقاطعة خوبي، الصين، إذ أُبلغ عنهم إلى منظمة الصحة العالمية في 31 ديسمبر 2019. كانت نسبة الوفيات بين الحالات المُشخصة بكوفيد-19 أقل بكثير من جائحة فيروس سارس في عام 2003، لكن انتقال العدوى كان أكبر، والوفيات أيضًا.

## الجدول الزمني
أول حالة كوفيد-19 مؤكدة في منطقة كورديليرا الإدارية التي تحد منطقة إيلوكس هي حالة قادمة من جمهورية إفريقيا الوسطى مقيمة في بلدة مانابو في محافظة أبرا. وفي 14 آذار أكد إصابة بحار يبلغ من العمر 39 عامًا جاء من الإمارات العربية المتحدة. ذهب في 10 آذار إلى مستشفى في سان فرناندو، لا يونيون ووضع تحت التحقيق بعد أن أصيب بالحمى ولكن سمح له بالعودة إلى منزله في أبرا. حضر الاحتفالات في أبرا قبل زيارة قريب له في لا يونيون.
ومع ذلك، لم يأكد انتشار كوفيد-19 في منطقة إيلوكس إلا في 20 آذار رسميًا من قبل مكتب المنطقة الأولى التابع لوزارة الصحة. الحالات الثلاث الأولى التي اكتشفت من منطقة إيلوكوس تتضمن: رجل يبلغ من العمر 77 عامًا توفي في نفس اليوم، والحالتان الأخريان كانت حالة اثنين من السياسيين المحليين في كابا، لا يونيون رئيس البلدية فيليب قيصر كريسبينو وزوجته المستشارة دونا كريسبينو. ولوحظ أن عضو المجلس لديه تاريخ سفر سابق إلى مترو مانيلا وبدأ في إظهار الأعراض في 2 مارس.

## استجابة

### حكومة محلية

#### إيلوكس نورتي
في 13 آذار 2020، أصدر حاكم إيلوكوس نورت ماثيو مانوتوك الأمر التنفيذي رقم 59-20 الذي علق الفصول الدراسية في المؤسسات الخاصة والعامة إلى أجل غير مسمى وفوض واجبات مسؤولي المدرسة/الإداريين وأولياء الأمور/الأوصياء، والتي تضمنت اعتماد ومشاركة في تدابير بديلة لإكمال السنة. في 14 آذار 2020، وقع على الأمر التنفيذي رقم 60-20 الذي وضع المقاطعة تحت الحجر الصحي. قام النظام بتنشيط فرقة صالون ات، التي تم إضفاء الطابع المؤسسي عليها بموجب الأمر التنفيذي رقم 51-20. بموجب أحكام الأمر التنفيذي رقم 60-20، منحت الفرقة سلطة رفض دخول أفراد معينين للمقاطعة بناءً على المعايير المحددة في الأمر، وفرض التحقق من الأفراد الذين يسعون إلى الدخول والموافقة المطلوبة، والتصديق والحجر الصحي والرصد. كما تضمن الأمر التنفيذي أحكامًا من أجل:
- تنظيم الموانئ والحدود؛
- إعداد نماذج المعلومات الصحية؛
- التدابير الوقائية الشخصية والعامة؛
- تحديد مناطق الحجر الصحي؛
- حظر الاكتناز وإعادة البيع وارتفاع الأسعار؛
- حظر انتشار الأخبار المزيفة.

#### إيلوكس سور
في إيلوكوس سور، أصدر الحاكم رايان لويس ف. سينغسون الأمر التنفيذي رقم 12 والأمر التنفيذي رقم 13، في 12 و13 آذار 2020، على التوالي. أمرت الأوامر التنفيذية بتعليق الفصول الدراسية على جميع المستويات من 13 آذار إلى 12 نيسان 2020، وكذلك تعليق الأنشطة المدرسية الأخرى التي تنطوي على جمع الحشود، في كل من المدارس العامة والخاصة في المحافظة.
في 15 آذار، وضعت المقاطعة تحت الحجر الصحي المجتمعي من خلال الأمر التنفيذي رقم 14 الذي قيّد حركة الأشخاص من وإلى إيلوكوس سور، والذي كلف بإنشاء نقاط تفتيش وشروط للنقل والسفر، والتجمعات الاجتماعية المحظورة وتشجيع العمل المرن /البديل الترتيبات أو تعليق العمل وتعليق السياحة ووضع قواعد محددة للمؤسسات التجارية وفرض حظر التجول.